# دوري أروبا لكرة القدم
دوري أروبا لكرة القدم هو الدوري الوطني لكرة القدم في أروبا، .البطل الحالي هو نادي ديبورتيفو ناسيونال.